# Duitsland op het Junior Eurovisiesongfestival 2023
Duitsland nam deel aan het Junior Eurovisiesongfestival 2023 in Nice, Frankrijk. Het was de derde deelname van het land aan het Junior Eurovisiesongfestival. KiKa was verantwoordelijk voor de Duitse bijdrage voor de editie van 2023. 

## Selectieprocedure
De Duitse selectie verliep dit jaar volledig online. Alle vijf finalisten brachten een 1-minuut durende videoclip van hun lied, vaak nog de demoversie die te beluisteren was via YouTube en KiKa.de. Van 8 tot en met 17 september was er tijd om te stemmen. Een internationale vakjury (50%) en de online Duitstalige, Zwitserse en Oostenrijkse stemmers (50%) mochten de kandidaat selecteren. De internationale vakjury bestond uit leden van het Verenigd Koninkrijk, Denemarken, Portugal, Polen, Frankrijk en Duitsland zelf. Fia won zowel bij de internationale vakjury als bij de online stemmers met haar lied Ohne Worte dat werd geschreven door David Jürgens, Martin Fliegenschmidt en Sascha Seelemann. De definitieve versie van Ohne Worte werd uitgebracht op vrijdag 13 oktober 2023
| Plaats | Artiest | Lied         | Eindplaats vakjury | Eindplaats publiek |
| ------ | ------- | ------------ | ------------------ | ------------------ |
| 1      | Fia     | Ohne Worte   | 1                  | 1                  |
| 2      | Rahel   | Believe      | 3                  | 2                  |
| 3      | Toby    | Stand up     | 2                  | 4                  |
| 4      | Adriano | Be my Girl   | 5                  | 3                  |
| 5      | Lenny   | Liebe lernen | 4                  | 5                  |

## In Nice
Duitsland was als vijftiende van zestien landen aan de beurt, net na Italië en gevolgd door Nederland. Fia eindigde uiteindelijk op de negende plaats, de beste Duitse prestatie tot dan toe.
2020 · 2021 · 2022 · 2023 · 2024
Albanië · Armenië · Duitsland · Estland · Frankrijk · Georgië · Ierland · Italië · Malta · Nederland · Noord-Macedonië · Oekraïne · Polen · Portugal · Spanje · Verenigd Koninkrijk